# HNoMS Garm (1913)
«Гарм» (норв. KNM Garm (1913) — військовий корабель, ескадрений міноносець типу «Драуг» Королівських ВМС Норвегії часів Першої та Другої світової війни.
Ескадрений міноносець «Гарм» був закладений на верфі компанії Carljohansværns Værft у Гортені. 27 травня 1913 року він був спущений на воду, а 6 липня 1914 року увійшов до складу Королівських ВМС Норвегії.

## Історія служби
На момент німецької агресії до Норвегії, 9 квітня 1940 року, «Гарм» дислокувався в другому за величиною місті Норвегії, Бергені, і корабель діяв у Согнефіорді після того, як німці окупували Берген.
Під час наступу німців на Берген «Гарм» перехопив останній корабель ворожої флотилії, крейсер «Кенігсберг», і спробував здійснити торпедну атаку. Це не вдалося через те, що відстань між двома кораблями була занадто великою для швидкої раптової атаки крихітного норвезького есмінця. Коли командир «Гарма», капітан Сігурд Скьолден, намагався наблизитися на мінімальну можливу відстань до ворожого крейсера (відстань між кораблями становила близько 4000 метрів), а торпеди були попередньо налаштовані на 2000 метрів, «Кенігсберг» відкрив вогонь і обстріляв норвезький корабель 150-мм снарядами. Після кількох промахів німецьких гармат «Гарм» припинив атаку та відступив на північ, переслідуваний бомбардувальниками Люфтваффе.
26 квітня він був затоплений прямим влученням бомбардувальників Люфтваффе, коли стояв на якорі біля свого корабля-побратима «Тролла» на їхній базі Согнефіорд у Бйордалі. П'ять німецьких бомбардувальників атакували два есмінці, і одна з приблизно тридцяти скинутих бомб влучила в «Гарм» прямо за передню трубу, що призвило до детонації двох торпед норвезького есмінця та деяких інші боєприпаси. Корабель був майже розірваний навпіл вибухом і горів кілька годин, перш ніж затонути. Усі члени екіпажу покинули корабель під час атаки, оскільки у нього не було ефективних засобів протиповітряної оборони, щоб захистити себе, тому під час затоплення «Гарма» ніхто не постраждав.